# José Luis del Palacio y Pérez-Medel

Wappen von Bischof José Luis del Palacio

José Luis del Palacio y Pérez-Medel (* 18. März 1950 in Madrid) ist ein spanischer Geistlicher und emeritierter römisch-katholischer Bischof von Callao.

## Leben
Nach dem Abschluss eines Soziologiestudiums an der Universität Complutense in Madrid (1970) und dem Abschluss eines Psychologiestudiums an derselben Universität (1973) studierte José Luis del Palacio Theologie an der Päpstlichen Universität Comillas in Madrid (Lizenziat 1975). Weiterführende Studien folgten (Lizenziat der Philosophie an der Päpstlichen und Königlichen Universität des heiligen Thomas von Aquin in Manila, 1990; Promotion in Theologie durch die Universität Comillas, 1997).
Seit 1975 leitete José Luis del Palacio die Bewegung des Neokatechumenalen Weges in Peru.
Papst Johannes Paul II. spendete ihm am 3. Februar 1985 die Priesterweihe.
Papst Benedikt XVI. ernannte ihn am 12. Dezember 2011 zum Bischof von Callao. Der Erzbischof von Madrid, Antonio María Kardinal Rouco Varela, spendete ihm am 7. Januar des nächsten Jahres die Bischofsweihe; Mitkonsekratoren waren Antonio Cañizares Llovera, Kardinalpräfekt der Kongregation für den Gottesdienst und die Sakramentenordnung, und Paul Josef Kardinal Cordes, emeritierter Präsident des Päpstlichen Rates „Cor Unum“.
Am 15. April 2020 nahm Papst Franziskus das von José Luis del Palacio y Pérez-Medel vorgebrachte Rücktrittsgesuch an.